# Eleccions legislatives hongareses de 2010
Les eleccions legislatives hongareses de 2010 es van celebrar els dies 11 i 25 d'abril de 2010 per triar els membres de l'Assemblea Nacional. Van ser les sisenes eleccions des del final de l'època comunista. 386 diputats van ser elegits en un sistema combinat de llistes de partits i circumscripcions electorals.
A la primera volta de les eleccions, el partit conservador Fidesz va aconseguir la majoria absoluta d'escons, suficient per formar govern per si mateix. A la segona volta, l'aliança de Fidesz i el Partit Popular Democristià (KDNP) va aconseguir els escons suficients per aconseguir la majoria de dos terços necessària per modificar les principals lleis i la constitució del país.

## Context
La contundent victòria del Fidesz va ser el resultat d'una insatisfacció massiva amb el Partit Socialista Hongarès (MSZP), que governava des del 2002. Un esdeveniment que va provocar una reacció especialment forta va ser la revelació que Ferenc Gyurcsány, primer ministre del 2004 al 2009, havia admès en un discurs privat davant els membres del partit que havia mentit al públic durant la campanya electoral anterior per ajudar el seu partit a guanyar la reelecció. El discurs d'Őszöd, com es va anomenar, va sorgir a la premsa durant la tardor del 2006 i va provocar protestes a tot el país.

## Enquestes
| Agència            | Data       | Fidesz | MSZP | Jobbik | MDF | LMP | SZDSZ | KDNP | Altres |
| Medián             | 25/11/2009 | 66     | 19   | 10     | 2   | 1   | 1     | n/a  | 1      |
| Tárki              | 25/11/2009 | 68     | 17   | 11     | 1   | 1   | 1     | 2    | n/a    |
| Századvég-Forsense | 2/11/2009  | 59     | 20   | 12     | 3   | 3   | 1     | n/a  | 3      |
| Tárki              | 16/12/2009 | 63     | 19   | 12     | 1   | 3   | 1     | n/a  | n/a    |
| Századvég-Forsense | 21/12/2009 | 64     | 17   | 9      | 3   | 2   | 0     | n/a  | 4      |
| Medián             | 25/12/2009 | 61     | 23   | 9      | 2   | 1   | 1     | n/a  | 3      |
| Szonda Ipsos       | 17/01/2010 | 63     | 21   | 12     | 2   | n/a | 1     | 0    | 1      |
| Forsense           | 21/01/2010 | 59     | 17   | 15     | 5   | 3   | n/a   | n/a  | n/a    |
| Medián             | 21/01/2010 | 65     | 19   | 10     | 3   | 1   | 0     | n/a  | 2      |
| Századvég-Kód      | 26/01/2010 | 59     | 23   | 10     | 4   | 2   | 1     | 1    | n/a    |
| Tárki              | 27/01/2010 | 62     | 22   | 11     | 3   | 1   | 1     | n/a  | n/a    |
| Szonda Ipsos       | 12/02/2010 | 58     | 22   | 14     | 2   | 1   | 1     | 0    | 3      |
| Századvég-Kód      | 18/02/2010 | 58     | 23   | 10     | 5   | 3   | 1     | -    | -      |
| Forsense           | 22/02/2010 | 59     | 18   | 14     | 2   | 5   | 0     | n/a  | 1      |
| Medián             | 24/02/2010 | 63     | 18   | 15     | 2   | 1   | n/a   | n/a  | 1      |
| Tárki              | 3/03/2010  | 61     | 22   | 11     | 2   | 3   | n/a   | n/a  | 1      |
| Szonda Ipsos       | 11/03/2010 | 57     | 20   | 17     | 1   | 3   | 1     | 0    | 1      |
| Nézőpont Intézet   | 14/03/2010 | 53     | 12   | 12     | 2   | 2   | n/a   | n/a  | 0      |
| Medián             | 17/03/2010 | 57     | 21   | 18     | 1   | 2   | n/a   | n/a  | 1      |
| Szonda Ipsos       | 18/03/2010 | 64     | 12   | 13     | 3   | 5   | n/a   | n/a  | 3      |
| Gallup             | 25/03/2010 | 67     | 15   | 14     | 1   | 4   | n/a   | n/a  | 0      |
| Századvég-Kód      | 29/03/2010 | 59     | 16   | 17     | 3   | 3   | n/a   | n/a  | n/a    |

## Resultats
|                         |                                             |               |      |
| Partit                  | Partit                                      | Escons totals | +/-  |
|                         | Fidesz - Unió Cívica Hongaresa (FIDESZ-MPS) | 227 / 386     | 99   |
|                         | Partit Socialista Hongarès (MSZP)           | 59 / 386      | 131  |
|                         | Moviment per a una Hongria Millor (Jobbik)  | 47 / 386      | 47   |
|                         | Partit Popular Democristià (KDNP)           | 36 / 386      | 13   |
|                         | La Política Pot Ser Diferent (LMP)          | 16 / 386      | 16   |
|                         |                                             |               |      |
|                         | Fòrum Democràtic Hongarès (MDF)             | 0 / 386       | 11   |
|                         | Moviment Civil (CM)                         | 0 / 386       | Nou  |
|                         | Partit Treballador Hongarès                 | 0 / 386       | =    |
| Altres                  | Altres                                      | 0 / 386       | =    |
|                         | Candidats independents                      | 1 / 386       | 1    |
|                         |                                             |               |      |
| Vots vàlids             |                                             |               |      |
| Vots en blanc/nuls      |                                             |               |      |
| Total                   | Total                                       | 386           | =    |
| Registrats/Participació | Registrats/Participació                     | 3.44          | 3.44 |
| Font: Nohlen & Stöver   |                                             |               |      |

## Investidura
La investidura de Viktor Orbán com a primer ministre es va realitzar el 29 de maig de 2010. Votaren 261 diputats a favor i 107 en contra. No hi va haver abstencions, però van estar absents 18 dels diputats electes. El gabinet va ser aprovat i Orbán va jurar el càrrec allà mateix, convertint-se en cap del govern hongarès per segona vegada.
| Candidat                                                                                               | Data               | Vot  |     |    |    |    |  | Total     |
| --- | ------------------ | ---- | --- | -- | -- | -- |  | --------- |
| Viktor Orbán (Fidesz)                                                                                  | 29 de maig de 2010 | 1    | 261 |    |    |    |  | 261 / 386 |
| Viktor Orbán (Fidesz)                                                                                  | 29 de maig de 2010 | 2    |     | 54 | 40 | 13 |  | 107 / 386 |
| Viktor Orbán (Fidesz)                                                                                  | 29 de maig de 2010 | Abs. |     |    |    |    |  | 0 / 386   |
| Absència de 18 diputats: 7 de Jobbik, 5 del MSZP, 3 de LMP, 2 de Fidesz i l'independent Oszkár Molnár. |                    |      |     |    |    |    |  |           |